# Cervera de Buitrago
Cervera de Buitrago – niewielka osada w Hiszpanii we wspólnocie autonomicznej Madryt, oddalona ok. 60 km na północ od Madrytu. Miejscowość wypoczynkowa, leży w pobliżu zbiornika wodnego Emblase de El Atazar.